# Podkarpacki Związek Piłki Nożnej
Podkarpacki Związek Piłki Nożnej (PZPN) – organ terenowy Polskiego Związku Piłki Nożnej z siedzibą w Rzeszowie, zarządzający rozgrywkami piłkarskimi w województwie podkarpackim. Jeden z 16 Wojewódzkich Związków Piłki Nożnej w Polsce.
Pierwotnie istniał Rzeszowski Okręgowy Związek Piłki Nożnej, w 1995 obchodzący 50-lecie istnienia.
Klubami z okręgu, które występowały na najwyższym szczeblu rozgrywkowym są: Stal Mielec, Stal Rzeszów, Stal Stalowa Wola, Siarka Tarnobrzeg i Igloopol Dębica.

## Podział terytorialny
- Podokręg Rzeszów
- Podokręg Stalowa Wola
- Podokręg Dębica
- Podokręg Krosno
- Podokręg Jarosław